# Picot de Pucheran
El picot de Pucheran (Melanerpes pucherani) és una espècie d'ocell de la família dels pícids (Picidae) que habita la selva humida i boscos del sud de Mèxic, Amèrica central i la zona a l'oest dels Andes de Colòmbia i l'Equador.